# Jan Schelhaas

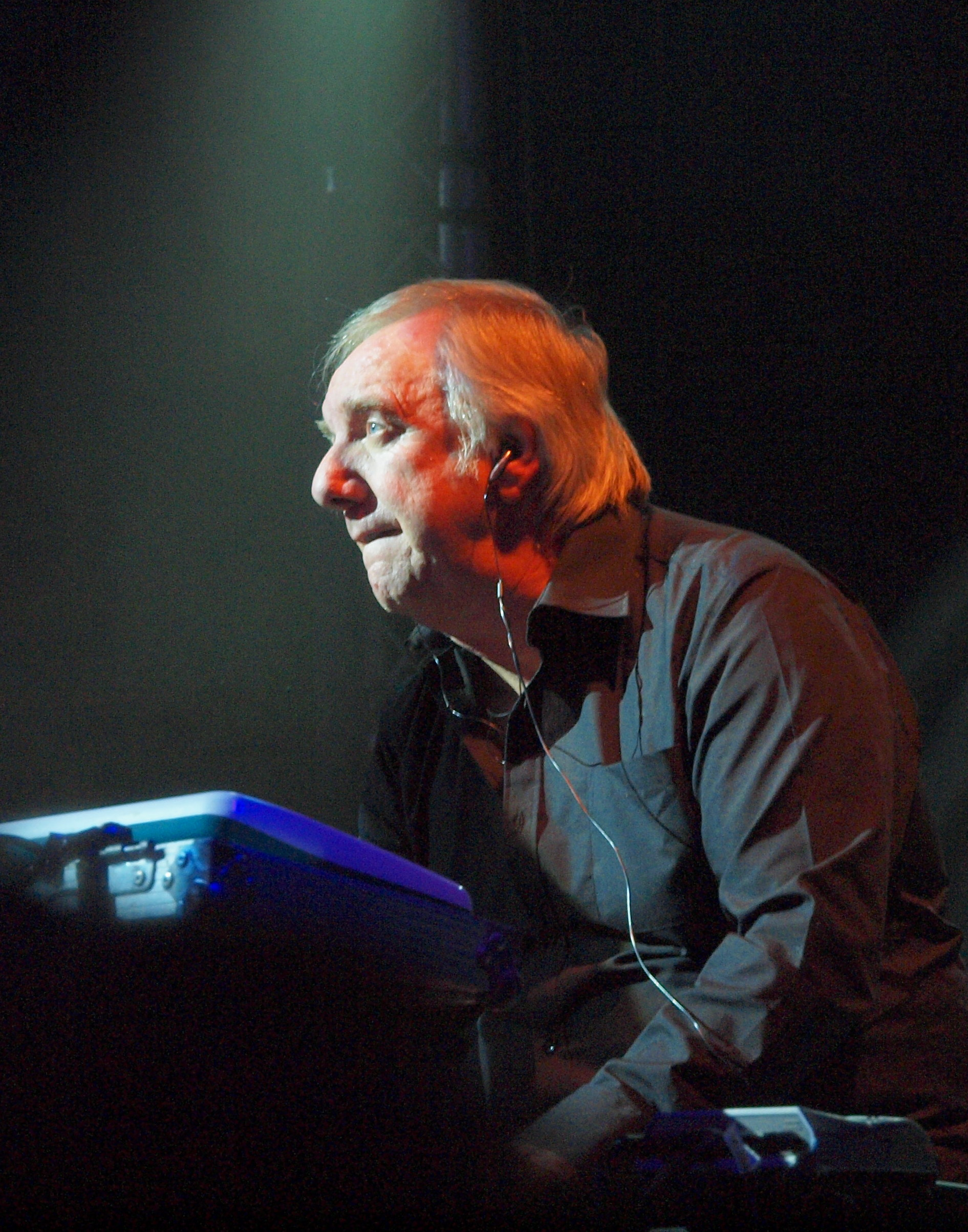
Jan Schelhaas (2012)

Jan (Russell) Schelhaas (Liverpool, 11 maart 1948) is een Brits bespeler van toetsinstrumenten. De naam kreeg hij mee van een Nederlandse vader. Zijn bekendste bijdragen bestaan uit studio- en livewerk voor de muziekgroepen Caravan en Camel.

## Levensloop
Schelhaas musiceerde al begin jaren 70 in bandjes maar dan op de basgitaar, onder andere in National Head Band. Daarna trad hij als bespeler van synthesizers toe tot de band van Gary Moore en nam met hem het album Grinding Stone op. Na een tijdje lang een solocarrière nagestreefd te hebben trad hij toe tot Caravan als vervanger van David Sinclair; hij speelde twee a drie jaar in de band, speelde met The Polite Force en verhuisde vervolgens naar Camel, alwaar hij oud-leden van Caravan aantrof, ook weer diezelfde Sinclair. Hij toert mee om het album Breathless te promoten. In Camel heeft hij ook samengespeeld met Kit Watkins. Vervolgens werd het een tijd stil; hij speelde af en toe mee op muziekalbums. Hij kwam buiten de muziekscene terecht; eerst productiewerk, later motorrijschoolhouder. In 2002 werd hij weer door Caravan opgeroepen en speelde vervolgens mee op één album; Pye Hastings en opnieuw David Sinclair hadden muzikale meningsverschillen en Schelhaas mocht weer invallen. In 2008 kwam uit het niets een soloalbum. Sindsdien verschijnen onregelmatig albums van hem en treedt hij af en toe op met Caravan. 

## Discografie
- National Head Band: Albert One (1971)
- Gary Moore: Grinding Stone (1973)
- Thin Lizzy : Vagabonds of the Western World (1973)
- Caravan: Blind Dog at St. Dunstans (1976)
- Caravan Better by Far (1977)
- Caravan Cool Water (1977+ pas veel later uitgegeven)
- Camel: I Can See Your House from Here (1979)
- Camel: Nude (1981)
- Caravan: Surprise Supplies - Live (Caravan) (1999 ; opnamen uit 1976)
- Caravan: The Unauthorised Breakfast Item (2002)
- Solo: Dark Ships (2008)
- Solo: Living on a little blue dot (2017)
- Solo: Ghosts of Eden 2018)
  - album geheel geschreven door Schelhaas, tevens muziekproducent, album bekostigd door crowdfunding
  - medemusici: Jimmy Hasting (tenor/sopraansaxofoon op alle tracks) en Doug Boyle (gitaar op tracks 3, 4, 7, 8); beiden speelden in Caravan
  - liedjes: 1.Still is mine (5:09); 2.Heaven knows (5:00); 3.Ghosts of Eden (6:18); 4. Nosferatu (9:01); 5. No requiem (7:04); 6. Die tryin' (5:18); 7. Blink (4:47, nummer over vergankelijkheid); 8. They'll be gone (5:10)

- MusicBrainz: ca9efe5b-8d2b-4bd5-a350-8b35943effc0
- Virtual International Authority File: 8383156858504449780007
- WorldCat: E39PBJdgXdhGXtDgrY8rXCmyBP